# Кизилкум

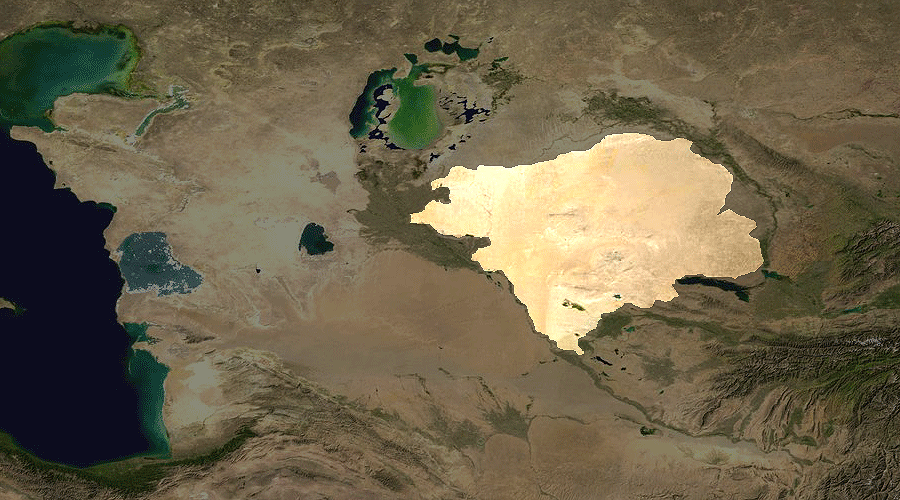
Кизилкум на знімку із космосу

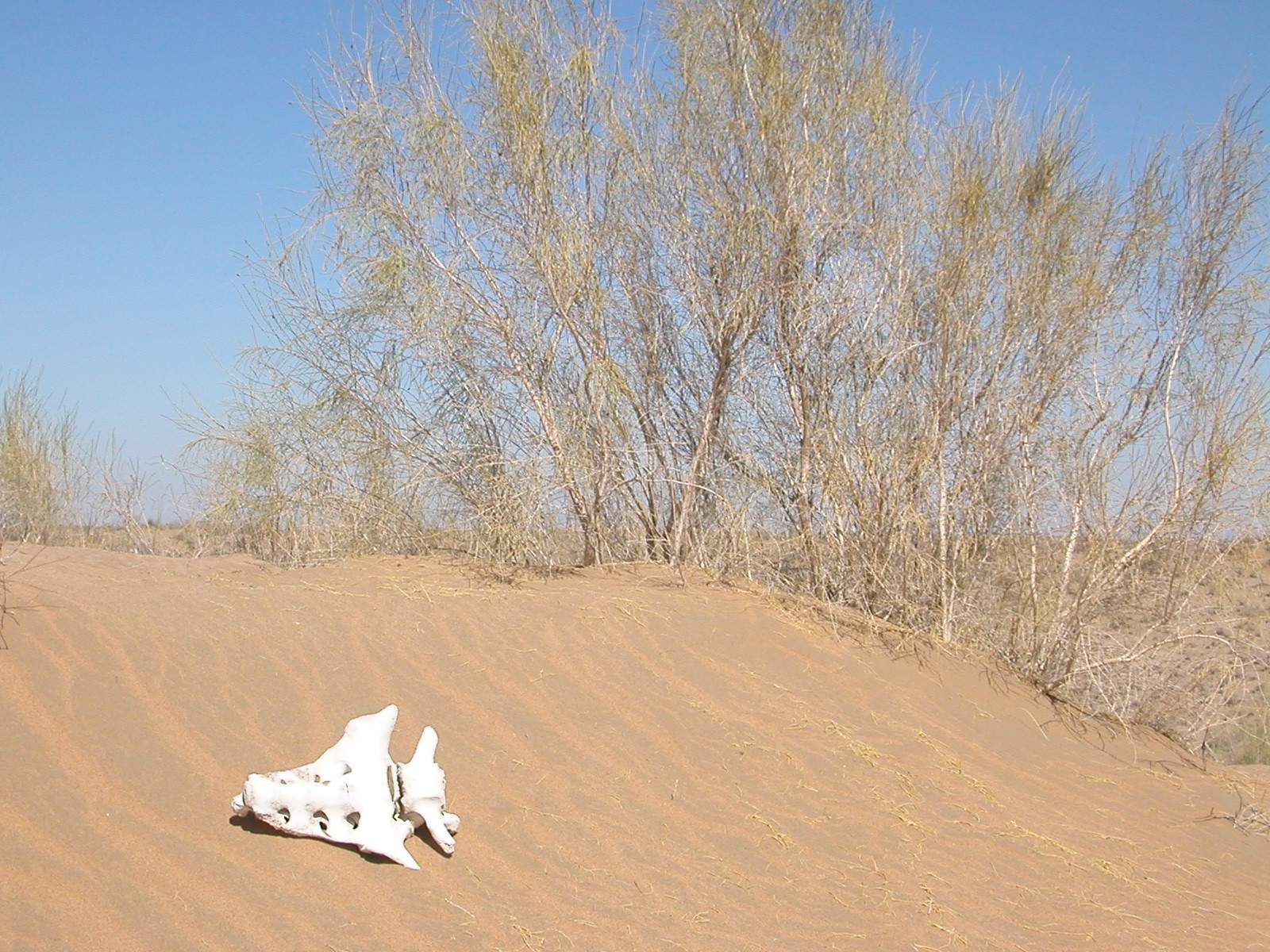
Піщаний бархан

42°26′28″ пн. ш. 63°27′41″ сх. д. / 42.441111111111° пн. ш. 63.461388888889° сх. д.
Кизилку́м (тюрк. — червоні піски) — піщана пустеля на межиріччі Амудар'ї та Сирдар'ї, в Узбекистані, Казахстані та частково Туркменістані. Обмежена на північному заході Аральським морем, на північному сході Сирдар'єю, на сході відрогами Тянь-Шаню, на південному заході Амудар'єю. Площа близько 300 тис. км².

## Географія, геологія
Є рівниною із загальним ухилом на північний захід (висота від 300 м на південному сході до 53 м на північному заході); має ряд замкнутих западин та ізольованих сильно розчленованих останцевих гір — Букантау (764 м), Кульджуктау (вис. до 785 м), Тамдитау (922 м) тощо, складених палеозойськими сланцями, роговиками, вапняками, гранітами. Гори переважно з вирівняними вершинамі, скелястими сильно розчленованими схилами. Велику частину пустелі займають піщані масиви, утворені напівзакріпленими пісками. Найпоширеніші піщані гряди меридіонального орієнтування. Відносна висота гряд від 3 до 30 м, максимальна — до 75 м. Рівнинні простори складені кайнозойськими глинами й пісковиками, на півночі та північному заході — супіщаними для суглинку річковими відкладеннями Жандар'ї, Куандар'ї та інших стародавніх русел Сирдар'ї та стародавнього русла Амудар'і — Акчадар'ї, що впадали в південно-східний кут Аральського моря; на північному заході багато такирів.
Клімат різко континентальний. Літо спекотне, середня температура липня від 26 до 29 °C, січня від 0 до −9 °C. Опадів 100—200 мм на рік; випадають головним чином взимку та весною. На всій території пустелі немає жодного поверхневого водотоку, але є багаті запаси прісних підземних вод.
Пустеля розташована переважно в середній підзоні пустель помірного поясу, а на півдні на переході до субтропічних пустель. Ґрунти сіро-бурі, піщані; є солонці, солончаки.

## Флора, фауна
У рослинному покриві рясні ефемери та ефемероїди, зокрема дикі тюльпани. Для піщаних масивів характерні піщана осока білий саксаул, види кандим, черкез, для глиняних підвищень — полинова та полиново-чагарникова рослинність. На північному заході зарості біюргуна з домішками солянок, по долинах сухих русел — ліси з чорного саксаулу.
Тварини пустелі пристосовані до існування без водопою, отримуючи воду повністю або переважно з їжі. Для зменшення потреби у воді багато тварин ведуть нічний спосіб життя. Зі ссавців зустрічаються антилопа-джейран, тонкопалий і жовтий ховрах, піщанки, тушканчики, барханна та степова кішка, вовк, лисиця-корсак, заєць-толай. З птахів — чубатий жайворонок, пустинна славка, дрохва-красуня, саксаулова сойка та ін. Є змії (ефа, гюрза, піщаний удав, полози), ящірки, степова черепаха.

## Населення
Основою господарства пустелі, крім експлуатації надр, що швидко росте, служить тваринництво, в основному тонкорунне та каракульське вівчарство. У центральній і західній частинах пустелі виявлені крупні артезіанські басейни, експлуатовані в багатьох районах. У результаті робіт, що проводяться, по обводненню пустелі створюється велика кількість дрібних оаз, тваринницьких господарств, що є центрами. В останцевих горах розробляються мармур, графіт, бірюза та ін., відкрито золоторудне родовище Мурунтау. На півдні пустелі експлуатується одне з найбільших в країнах колишнього СРСР газових родовищ — Ґазлі. Кизилкум перетинають автошляхи. У центрі пустелі — районний центр Тамдибулак.